# (9286) 1981 ED35
(9286) 1981 ED35 — астероїд головного поясу, відкритий 2 березня 1981 року.
Тіссеранів параметр щодо Юпітера — 3.469.